# Membranska brtva
Membranska brtva se koristi za brtvljenje dijelova s povratnim gibanjem male učestalosti. Za to se upotrebljavaju membranske ravne i valovite brtve, pregibne membrane i valovite cijevi.

## Brtvljenje valovitim mjehovima i membranama
Valoviti mijeh može biti izrađen od tombaka (za temperature do 80 °C), duboko vučenog lima (do 400 °C), nehrđajućeg čelika (do 600 °C), a i od drugih metala (mjedi, fosforne bronce, srebra, monelmetala). 
Direktna primjena ovih mijehova ograničena je na slučajeve, kada dijelovi spoja trebaju da se pravocrtno pomiču jedan prema drugome. Ostali njihovi nedostaci su u tome što dopuštaju samo mali pomak dijelova i što su dozvoljeni pritisci ograničeni. Prednost im je u tome što, kako nemaju brtve, u njima nema trenja, pa ih ne treba održavati, i što osiguravaju potpuno nepropusnost.

### Brtvljenje membranom
Brtvljenje membranom slično je i kao brtvljenje mjehovima. Tipičan slučaj se često susreće kod zaštitne brtve na ulazu ručice u mjenjač brzine.

### Slike
| |                                                                 | |
| Spoj pokretnog i mirujućeg dijela metalnim valovitim mijehom: 1. pravocrtno pokretljiv dio, 2. mirujući dio, 3. nepropusni sloj, 4. mijeh. | Spoj pokretnog i mirujućeg dijela zabrtvljen gumenom membranom. | Otvor za ulaz ručice zabrtven valovitim mijehom: 1. kućište, 2. stezni prsten, 3. ručica, 4. prirubnica mijeha, 5. mijeh. |